# Левитин, Михаил Захарович
Михаи́л Заха́рович Леви́тин (род. 27 декабря 1945, Одесса) — российский театральный режиссёр, писатель, педагог, народный артист России (2001), художественный руководитель Московского театра «Эрмитаж». Автор многочисленных публикаций в периодике и двадцати книг прозы. Создатель и ведущий авторских циклов телевизионных программ на телеканале «Культура», дважды лауреат Премии Москвы по литературе (в 2010 — за книгу об Александре Таирове и в 2017 — за книгу о Петре Фоменко).

## Биография
В 1969 году окончил режиссёрский факультет ГИТИСа, курс Юрия Завадского. Свой дипломный спектакль «О том, как господин Мокинпотт от своих злосчастий избавился» по пьесе Петера Вайса Михаил Левитин поставил в Театре на Таганке. К концу 1970-х годов Михаилом Левитиным было поставлено более 10 спектаклей в Москве, Ленинграде, Риге и других городах.
В 1978 году Михаил Левитин пришёл в московский Театр миниатюр. Первые же его спектакли в этих стенах («Чехонте в Эрмитаже», «Хармс! Чармс! Шардам! или Школа клоунов») резко изменили и направление театра, и его статус. Молодой режиссёр принёс с собой новую эстетику, начал ставить новых для театра того времени авторов (Юрия Олешу, Исаака Бабеля, Михаила Жванецкого, Курта Воннегута, Габриэля Маркеса), первым вернул зрителю и открыл для театра поэзию и прозу обэриутов (Даниила Хармса, Александра Введенского, Николая Олейникова). По его инициативе и при участии театра был проведён Первый Международный Фестиваль и научная конференция вокруг творчества обэриутов (1990).
За 30 лет работы в Театре миниатюр и Театре «Эрмитаж» Михаил Левитин создал свой авторский театр. Он первым собрал воедино и перенёс на сцену черновики неоконченной пьесы Юрия Олеши «Смерть Занда» (спектакль «Нищий, или Смерть Занда», 1986). Важнейшими постановками для Театра «Эрмитаж» можно считать спектакли, поставленные Михаилом Левитиным по произведениям русских писателей 1920-х годов: «Хармс! Чармс! Шардам! или Школа клоунов» по Даниилу Хармсу, «Нищий, или Смерть Занда» по Юрию Олеше, «Вечер в сумасшедшем доме» по Александру Введенскому, Николаю Олейникову, Николаю Заболоцкому, «Белая овца» по Даниилу Хармсу и другие.
В 1987 году Михаил Левитин занял пост главного режиссёра Театра миниатюр. В том же году театр был переименован в Театр «Эрмитаж». В 1990 году он стал его художественным руководителем.
В это же время Михаил Левитин дебютировал как прозаик. В 1979 году в газете «Неделя» опубликован его рассказ «Итальянское счастье». В настоящее время он член Союза писателей России, член Русского ПЕН-клуба. Печатается в журналах «Юность», «Нева», «Октябрь», «Знамя», «Театр», «Вопросы театра», автор шестнадцати книг прозы. Неоднократный номинант русской литературной премии Букер. «Букер-1994» — роман «Сплошное неприличие», «Букер-1995» — романы «Убийцы вы дураки» и «Плутодрама», «Букер-2005» — роман «Брат и благодетель». Пьесы Михаила Левитина — «Псих и Мелочёвка», «Я снимаю „Крысолова“», «Анатомический театр инженера Евно Азефа» и «Изверг» поставлены на сцене театра «Эрмитаж».
Был женат на актрисе Ольге Остроумовой, двое детей от этого брака: актриса Московского театра «Эрмитаж», заслуженная актриса РФ Ольга Михайловна Левитина и театральный и кинорежиссер Михаил Михайлович Левитин. В настоящее время женат на Марии Кондрашовой, дочь от этого брака — Мария Михайловна Левитина.

## Награды
- Орден Почёта (1 августа 2006 года) — за заслуги в области культуры и искусства, многолетнюю плодотворную работу[2].
- Орден Дружбы (21 сентября 2020 года) — за большой вклад в развитие отечественной культуры и искусства, многолетнюю плодотворную деятельность[3].
- Народный артист Российской Федерации (11 октября 2001 года) — за большие заслуги в области искусства[4].
- Заслуженный деятель искусств РСФСР (13 мая 1991 года).
- Лауреат Премии города Москвы в области литературы и искусства в номинации «Литература» (2017)[5].

## Работы в театре

### «Эрмитаж»
- 1978 — «Когда мы отдыхали» М. Жванецкого
- 1981 — «Чехонте в „Эрмитаже“» по А. П. Чехову
- 1982 — «Хармс! Чармс! Шардам! или Школа клоунов» по Д. Хармсу
- 1983 — «Хроника широко объявленной смерти» М. Левитина по К. Воннегуту, Ю. Трифонову, А. Моравиа, Г. Маркесу
- 1983 — «Линия» А. Белая
- 1983 — «Большая кошачья сказка» К. Чапека
- 1985 — «Соломенная шляпка» Э. Лабиша
- 1985 — «Здравствуйте, господин де Мопассан» по Г. де Мопассану
- 1986 — «Мы собрались здесь». Пьеса М. Левитина по материалам Первого съезда советских писателей и произведениям делегатов съезда
- 1986 — «Чиж и ёж» по текстам А. Введенского, Ю. Владимирова, Н. Олейникова, Д. Хармса, К. Чуковского, Е. Шварца (художественный руководитель постановки, режиссёр Е. Ратинер)
- 1986 — «Нищий, или Смерть Занда» Ю. Олеши (по черновикам пьесы)
- 1987 — «Примеры из жизни» Л. Питера и Р. Халла
- 1987 — «Скверный анекдот» Ф. М. Достоевского
- 1988 — «Галич» А. Галича
- 1988 — «Журнал — театр «Огонёк» (по материалам журнала «Огонёк»)
- 1989 — «Пока всё о’кей» А. Червинского
- 1989 — «Вечер в сумасшедшем доме» композиция М. Левитина по текстам А. Введенского, Н. Олейникова, Н. Заболоцкого (приз «Гвоздь сезона» московской критики за лучшую премьеру сезона в 1990 году)
- 1991 — «Парижская жизнь» Ж. Оффенбаха
- 1991 — «Псих и мелочёвка» и «Я снимаю „Крысолова“, или Мёртвый телефон» М. Левитина
- 1992 — «Дон Жуан» по Ж.-Б.Мольеру, Тирсо де Молина и своими словами
- 1993 — «Где найти Алису?» М. Левитина по мотивам Л. Кэрролла
- 1993 — «Женитьба Н. В. Гоголя»
- 1994 — «Кругом возможно Бог» по А. Введенскому
- 1994 — «До свиданья, мертвецы» по И. Бабелю (с октября 1998 года переименован в «Полёт Ди Грассо»)
- 1994 — Левые вечера театра «Эрмитаж». Вечер первый. «Без театра сердцу тошно» (Ю. Ким)
- 1995 — Левые вечера театра «Эрмитаж». Вечер второй. «Люди только мешают» (В. Дашкевич)
- 1995 — «Мотивчик» М. Левитина
- 1996 — «Сонечка и КазанОва» по М. Цветаевой
- 1997 — «Безразмерное Ким-танго» Ю. Кима
- 1998 — «Зойкина квартира» М. Булгакова
- 1998 — «Престарелый сорванец» М. Жванецкого
- 1999 — «Живой труп» Л. Толстого и А. Пьяццоллы
- 2000 — «Леокадия и десять бесстыдных сцен» А. Шницлера
- 2000 — «Белая овца» по Д. Хармсу
- 2000 — «Снимок бога» М. Левитина по повести Г. Маркеса (первоначальное название — «Эрендира и её бабка»)
- 2001 — «Уроки русского» по М. Жванецкому
- 2002 — «Под кроватью (Игра на нервах)» по Ф. М. Достоевскому
- 2003 — «Азеф» М. Левитина
- 2003 — Мировая премьера кантаты «Спасение» по Д. Хармсу
- 2003 — «Изверг» М. Левитина
- 2004 — «Суер-Выер» Ю. Коваля
- 2005 — «Пир во время ЧЧЧумы. Фрагменты» по А. С. Пушкину
- 2006 — «О сущности любви» по В. Маяковскому
- 2007 — «Золотой телёнок, или Возвращение в Одессу». В. Семёновский по И. Ильфу и Е. Петрову
- 2007 — «Рот без замочка» по Саше Чёрному (художественный руководитель постановки, режиссёр С. Олексяк)
- 2008 — «Судьба барабанщика» по А. Гайдару (художественный руководитель постановки, режиссёр С. Олексяк)
- 2008 — «Моя старшая сестра» А. Володина
- 2009 — «Капнист туда и обратно» Ю. Кима
- 2009 — «Тайные записки тайного советника» М. Левитин по А. П. Чехову
- 2010 — «Кто автор этого безобразия?» М. Левитин по Н. Эрдману
- 2011 — «Факультет ненужных вещей» по Ю. Домбровскому (прежнее название «Меня убить хотели эти суки»)
- 2012 — «Аксёнов, Довлатов, Двое» по В. Аксёнову и С. Довлатову
- 2012 — «Кураж» по Б. Брехту
- 2012 — «Карло — честный авантюрист» по К. Гольдони
- 2013 — «История про Ваксу для любящих родителей и любимых детей» по повести Михаила и Маши Левитиных
- 2013 — «Моя тень» Е. Шварца
- 2014 — «Лир Король» по У.Шекспиру
- 2015 — «С.С.С.Р.» М.Левитина
- 2016 — «Свадьба Кречинского на Новом Арбате 11» по А. В. Сухово-Кобылину
- 2017 — «Дон Кихот» по Мигелю де Сервантесу Сааведра
- 2018 — «Цари» по поэмам «Борис Годунов» А.Пушкина и «Пугачев» С.Есенина
- 2019 — «Вне закона. Вне закона. Вне закона» по Л. Лунцу (руководитель постановки)
- 2019 — «Меня нет дома» по Д. Хармсу
- 2020 — «Стерва» по М. Левитину

### Постановки в других театрах
- 1967 — «Варшавская мелодия» Л. Зорина. БДТ им. В. И. Качалова, Казань
- 1968 — «Синяя птица» М. Метерлинка. ТЮЗ, Рига
- 1969 — «О том, как господин Мокинпотт от своих злосчастий избавился» П. Вайса. Театр на Таганке, Москва (дипломный спектакль)
- 1969 — «Избираю мужество» Г. Слоевской. ЦАТСА, Москва
- 1970 — «Искренне Ваш» по М. Жванецкому. Одесса
- 1970—1971 — «Пеппи Длинный чулок» А. Линдгрен. МТЮЗ, Москва
- 1970—1971 — «Алиса в Зазеркалье» по Л. Кэрроллу. Театр ВТО, Москва
- 1974 — «Концерт для…» по М. Жванецкому. Театр Комедии, Ленинград
- 1974 — «Мерси, или Похождения Шипова» по Б. Окуджаве. ТЮЗ, Рига
- 1975 — «Фантазии Фарятьева» А. Соколова. ЦАТСА, Москва
- 1976 — «Странствия Билли Пилигрима» К. Воннегута. ЦАТСА, Москва
- 1988 — «Журнал — Театр» для журнала «Огонек»
- 1989 — «Зависть» Ю. Олеши. ЧССР
- 1996 — «Про ёлку Ивановых» А. Введенского. Академический театр драмы, Омск.
- 2007 — «Ревизор». Опера В. Дашкевича и Ю. Кима по мотивам произведений Н. В. Гоголя. Театр оперы и балета, Новосибирск
- 2014 — «Die nacht von Lissabon» Erich Maria Remarque, Salon-Theater Taunusstein («Ночь в Лиссабоне» Э. М. Ремарк, г. Таунусштайн, Германия)

## Работы на радио
- 1996 — «Епифанские шлюзы» по одноимённой повести А. Платонова

## Работы на телевидении

### «… и другие» — авторский цикл на ТК «Культура» (2011—2012)[6]

#### Выпуски 2011 года
- «Левейший из левых». Игорь Терентьев
- «Всё тот же кольт». Александр Козачинский
- «Блистательный Деге». Давид Гутман
- «Немного в сторону». Михаил Лоскутов
- «Опальный ученик». Леонид Варпаховский
- «Незаконченное низшее». Арнольд Арнольд
- «Ящик с игрушками». Николай Церетели
- «Украденный театр». Алексей Грановский

#### Выпуски 2012 года
- Василий Шкваркин. «Вредный элемент»
- Василий Фёдоров. «Чужой спектакль»
- Фёдор Каверин. «Заложник юности»
- Василий Зайчиков. «Реконструкция»
- Юдифь Глизер. «Лоскутки»
- Борис Глаголин. «Господин Хаос»
- Николай Фореггер. «Греми, Мост!»
- Рита Райт. «Е. Б.Ж.»

### «Счастливое поколение» — авторский цикл на ТК «Культура» (2012)[7]
- Часть 1. «Удачно родиться»
- Часть 2. «С близкого расстояния»
- Часть 3. «Свой дом»
- Часть 4. «Я — это вы»

### «Под небом театра» — авторский цикл на ТК «Культура» (2013)[8]
- «Николай Евреинов. Сверхшут»
- «Гордон Крэг. Думай обо мне»
- «Антонен Арто. Галлюцинации»
- «Мейерхольд и ученики. Ремни от сандалий»
- «Сергей Радлов. СЭР»
- «Константин Марджанов и Сандро Ахметели. Огонь и огонь»
- «Лесь Курбас. Пуля в сердце»
- «Джорджо Стрелер. Венеция, прощай!»

### «Звезда бессмыслицы. Обэриуты» — авторский цикл на ТК «Культура» (2016)[9]
- Часть 1. «В широких шляпах, длинных пиджаках»
- Часть 2. «С тетрадями своих стихотворений»
- Часть 3. «Давным-давно рассыпались вы в прах»
- Часть 4. «Как ветки облетевшие сирени»

## Книги о М. З. Левитине
- Богданова П. Б. Режиссёры-семидесятники. Культура и судьба — М. : Новое литературное обозрение, 2014. — С. 224. ISBN 978-5-4448-0200-7.
- Старосельская Н. Д. Волшебный карандаш Михаила Левитина — М. : Текст, 2015. — С. 352. ISBN 978-5-7516-1303-7.